# Chigny, Vaud
Chigny är en ort och kommun i distriktet Morges i kantonen Vaud, Schweiz. Kommunen har 422 invånare (2023).